# Varages
Varages é uma comuna francesa na região administrativa da Provença-Alpes-Costa Azul, no departamento de Var. Estende-se por uma área de 35,11 km². Em 2010 a comuna tinha 1 199 habitantes (densidade: 34,1 hab./km²).